# هاري سميث (لاعب كرة قدم أمريكي)
هاري سميث (بالإنجليزية: Harry Smith)‏ (14 مارس 1907 - 1 ديسمبر 1983 في الولايات المتحدة) هو لاعب كرة قدم أمريكي في مركز الدفاع، شارك في الألعاب الأولمبية الصيفية 1928. وشارك مع منتخب الولايات المتحدة لكرة القدم. أما مع النوادي، فقد لعب مع Lighthouse Boys Club ‏.

## وصلات خارجية
- هاري سميث على موقع قاعدة بيانات كرة القدم.إي يو (الإنجليزية)
- هاري سميث على موقع أوليمبيديا (الإنجليزية)